# Бонифаций Тарски
Вижте пояснителната страница за други личности с името Бонифаций.
Бонифаций Тарски e римски християнски мъченик.
Роден в Рим през III век, той е роб и любовник на знатната римлянка Аглаида. Двамата са християни и Аглаида го изпраща на изток, за да купи реликви на християнски светец. Когато стига в Тарс, той става жертва на гонения срещу християните, подложен е на мъчения и е убит на 14 май 290 година. Така Аглаида получава неговите собствени останки вместо очакваните реликви и изгражда за тях църквата „Свети Бонифаций и Алексий“.
Паметта на Бонифаций Тарски се отбелязва от Православната църква на 19 декември, а от Католическата традиционно на 14 май. През XX век той е отстранен от списъците на католическите светци, тъй като разказите за него са изцяло легендарни.